# (4288) Tokyotech
(4288) Tokyotech est un astéroïde de la ceinture principale.

## Description
(4288) Tokyotech est un astéroïde de la ceinture principale. Il fut découvert le 8 octobre 1989 à Chiyoda par Takuo Kojima. Il présente une orbite caractérisée par un demi-grand axe de 2,63 UA, une excentricité de 0,18 et une inclinaison de 14,0° par rapport à l'écliptique.

## Compléments